# Супер Вуйки зі Святого Саду
«Супер Вуйки зі Святого Саду» — дебютний альбом українського рок-гурту Супер Вуйки. Вийшов 13 листопада 2014 року, записаний на студії «Muzrecords» (Львів). Музичний стиль хард-рок з елементами прогресив-року. Загальна тривалість 53:53.
В цілому альбом записувався упродовж 2,5 року. Загальні витрати становили 26.000 грн. 
Композиції «Червона конюшина» і «Hot Shock'79» створені Лемком ще 1979 року, «Де ж ти була?» — в 1980 році. Проте в «той» період зі сцени виконувалася тільки «Hot Shock'79», решта — під гітару Лемком соло в Святому Саду. Решта композицій з'явилися упродовж 2011—2014 рр.  
Прихованим мотивом і героїнею «Де ж ти була?» є Наталка «Дюймовочка» Кисельова (1960—2019). 
Композиція «Молодий», хоч і пізнішого періоду, але має довшу історію. Спочатку була написана пісня «Крутий» авторства Лемка, яку Супер Вуйки виконали 15 травня 2012 в клубі «Пікассо» і текст якої опубліковано в 2-му випуску альманаху Хіппі у Львові. Проте під час роботи над альбомом з'явився досконаліший текст Джубокса під назвою «Молодий», до речі, присвячений одному з ветеранів Республіки Святого Саду Олександрові «Янґові» Бігуну (1954—2017), який став прототипом її героя.
До альбому включено дві інструментальні композиції, зокрема одну з них на музику Миколи Лисенка «Боже, великий, єдиний» в обробці Лемка, яку записали в студії Лемко (клавішні) і Михайло Кравець (гітара, бас, барабани).
Значний внесок в запис альбому зробив Михайло Кравець — звукорежисер і власник «Muzrecords». Обкладинку оформив Василь Федевич.

## Трек-лист
1. Червона конюшина — 6:51 — Лемко
2. Молодий          — 3:52 — Лемко/Джубокс
3. Де ж ти була?    — 4:22 — Лемко
4. Твоя Україна     — 3:19 — Лемко/Краптик
5. 21th Century Schizoid Ukraine — 7:35 — Краптик/Лемко
6. Вибори           — 4:23 — Краптик
7. Час іти          — 3:50 — Лемко/Джубокс
8. Мене виганяють із дому  — 4:50 — Джубокс/Лемко
9. Arms Of Love     — 4:58 — Лемко/Marisen
10. Hot Shock'79    — 4:09 — Лемко
11. Пливу           — 4:19 — Краптик
12. Боже, великий, єдиний — 1:49 — Микола Лисенко

## Учасники
- Ілько Лемко — гітара, музика, тексти, аранжування (всі)
- Володимир «Джубокс» Михалик — бас, музика, тексти (2, 7, 8)
- В'ячеслав «Назарет» Сінчук — вокал
- Вадим «Краптик» Глущенко — клавішні, музика (4, 5, 6, 11), тексти (4, 6, 11)
- В'ячеслав Василенко — ударні
- Marisen — тексти (9)
- Михайло Кравець — звукорежисер, гітара, бас
- Василь Федевич — продюсер, дизайн обкладинки
- Микола Віталійович Лисенко — композитор (12)